# Mon double et ma moitié
Mon double et ma moitié ou Vingt-quatre Heures de la vie d'un homme est une pièce de théâtre de Sacha Guitry, une comédie en trois actes créée au Théâtre de la Madeleine en 1931.
Cette comédie et Les Desseins de la providence sont repris dans le film Je l'ai été trois fois réalisé par Sacha Guitry en 1952.